# Хван Джон О
Хван Джон О (кор. 황정오?, 黄正五?, р.1 апреля 1958) — южнокорейский дзюдоист, призёр Олимпийских игр и чемпионата мира.

## Биография
Родился в 1958 году. В 1981 году завоевал бронзовую чемпионат мира. В 1984 году стал серебряным призёром Олимпийских игр в Лос-Анджелесе.